# 1874 ve fotografii

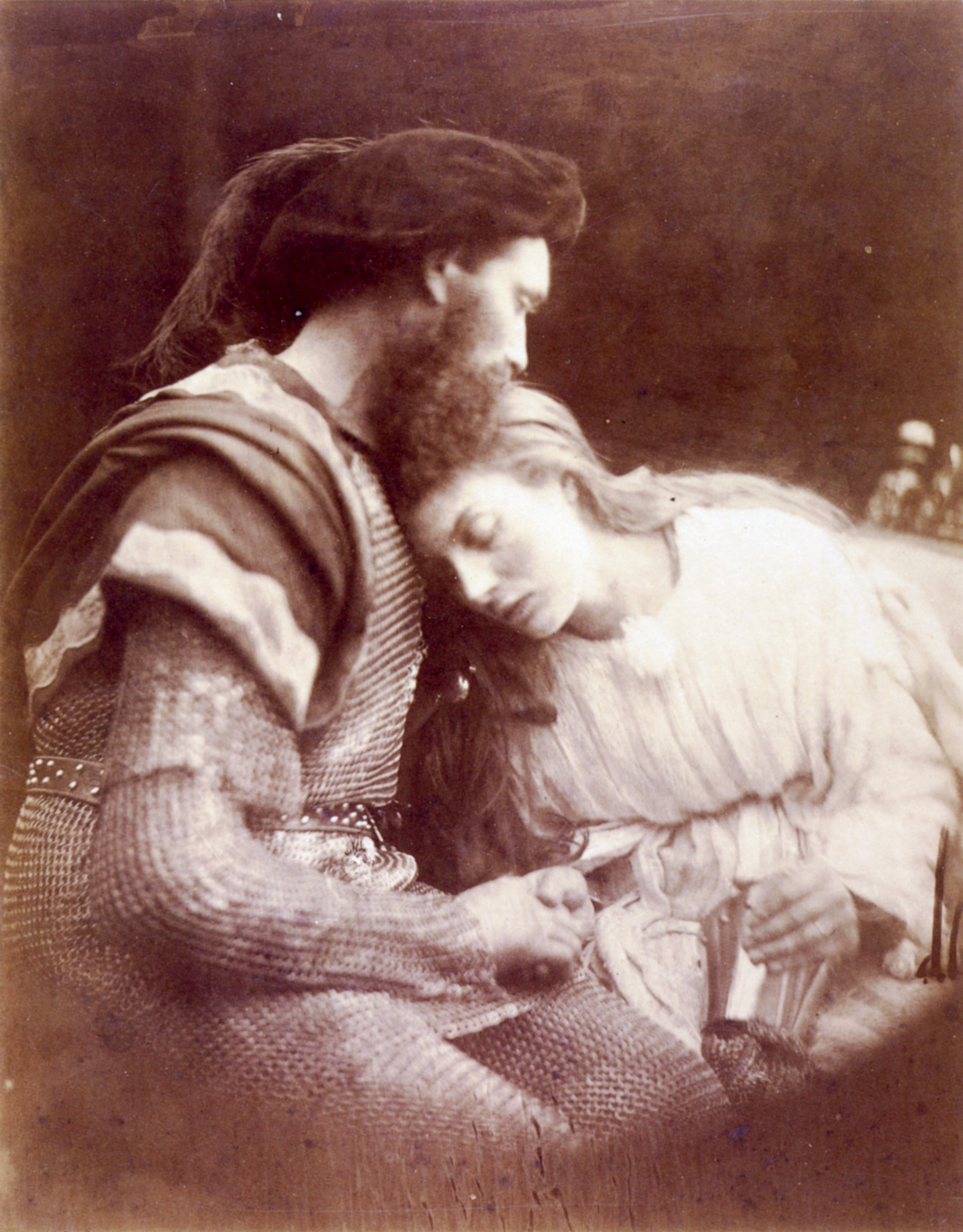
Julia Margaret Cameronová: Loučení sira Lancelota a královny Guinevry, albuminový tisk 34.8 x 28.6 cm, 1874

Tento článek obsahuje významné fotografické události v roce 1874.

## Události
- 15. dubna – 15. května – V Paříži vystavovalo své dílo třicet malířů ve studiu fotografa Nadara. Byl mezi nimi také Monetův obraz Imprese, východ slunce. Na základě této výstavy vznikl článek nazvaný L'exposition des Impressionistes, který dal novému uměleckému hnutí Impresionismus jeho jméno.
- Uspořádání Peintures noires ve vile Quinta del Sordo, domovu Goyji, je známé z velké části díky fotografickému katalogu, který pořídil Jean Laurent in situ kolem roku 1874 na základě objednávky, kvůli očekávání zhroucení domu. Díky němu je známo, že obrazy byly rámovány klasicistními tapetami, stejně jako dveře, okna a vlys na obloze.

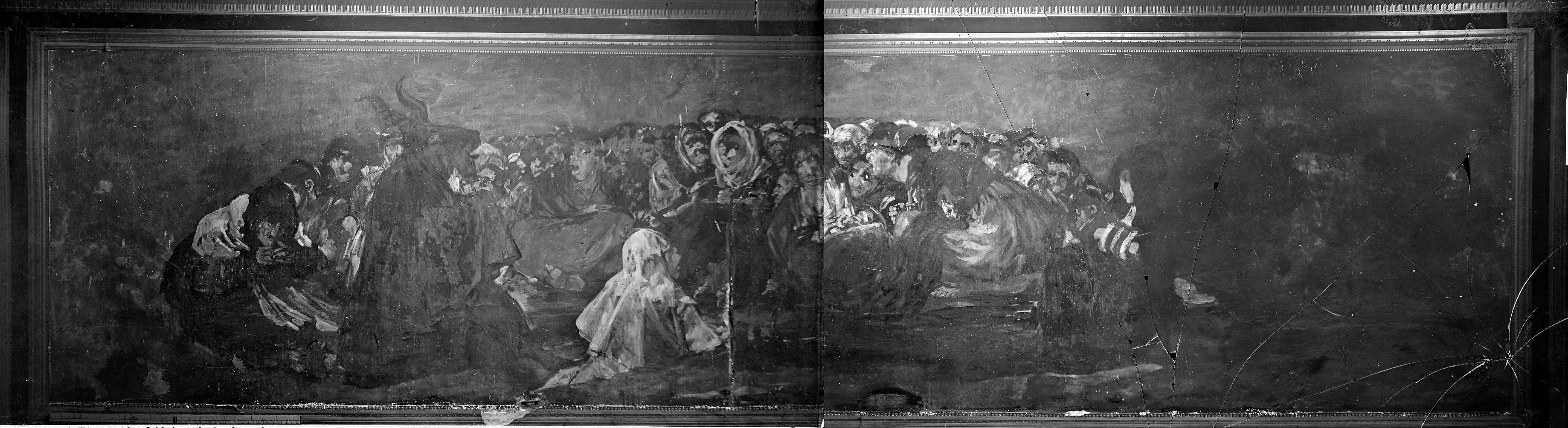
Fotografie El aquelarre Jeana Laurenta Miniera (1874), původní stav jedné ze zdí vily Quinta del Sordo od Francisca de Goyji. Fotomontáž vytvořená ze dvou negativů, které jsou v současné době uchovávány ve Španělském institutu kulturního dědictví.

## Narození v roce 1874
- 12. ledna – Laura Adams Armerová, americká umělkyně, fotografka a spisovatelka († 16. března 1963)
- 15. února – Pál M. Vajda, maďarský fotograf a fotoreportér († 23. dubna 1945)
- 24. dubna – Henri Manuel, francouzský portrétní fotograf († 11. září 1947)
- 10. května – Alois Zych, fotograf († 20. července 1943)
- 23. května – Efrajim Moses Lilien, secesní ilustrátor, fotograf a grafik († 18. července 1925)
- 25. června – Anna Lundová, norská úřednice a fotografka, fotografovala ve Valle v Setesdalu († 1953)
- 26. září – Lewis Hine, americký fotograf († 3. listopadu 1940)
- 14. října – Hugo Erfurth, německý fotograf († 14. února 1948)
- 17. prosince – Joseph Daniel Bagley, americký včelař, podnikatel a fotograf, zakládal galerie († 16. června 1936)
- ? – Isa Bowman, anglická herečka a modelka Lewise Carrolla († 1958)
- ? – Alexander Vladikov, bulharský fotograf a aktivista († 1942)
- ? – Jü Sün-ling, byl čínský dvorní fotograf vdovy císařovny Cch’-si a byl jediný, kdo měl císařovnu dovoleno fotografovat († 1944)
- ? – Eugène Lemaire, belgický fotograf († 1948)

## Úmrtí v roce 1874
- 25. dubna – Eduard Nepomuk Kozič, slovenský fotograf a vynálezce (* 21. května 1829)
- 16. května – Eugène Durieu, francouzský fotograf (* 1800)
- 25. září – Karl Krziwanek, rakouský obchodník s vybavením fotografických ateliérů a majitel litografického podniku „Karl Krziwanek“ (* 11. května 1834)
- 4. prosince – Jules Géruzet, francouzský fotograf, litograf a vydavatel aktivní v Bruselu (* 31. března 1817)
- ? – John Watkins, anglický fotograf (* 1823)